# Peter Murton
Peter Murton (* 22. September 1924 in London; † im Dezember 2009 in England) war ein britischer Filmarchitekt beim hochklassigen Unterhaltungskino.

## Leben und Wirken
Murton kam als Zeichenassistent seines Vaters, des Innen- und zeitweiligen Filmarchitekten Walter Murton, 1941 zum Film (Gainsborough Pictures) und sammelte weitere Erfahrungen unter dem bedeutenden deutschen Szenenbildner Alfred Junge. Seine erste wichtigere Tätigkeit war die eines Zeichners bei der 1944 gedrehten, „etwas steif geratenen Schnulze“ Madonna der sieben Monde, „ein Publikumsrenner erster Güte“. Mit Madonna-Regisseur Arthur Crabtree arbeitete Murton im Folgejahr auch bei der Abenteuerromanze Gefährliche Reise zusammen.
In den 50er und 60er Jahren wirkte er sukzessive als Requisiteur, Ausstatter, zweiter und schließlich erster Architekt an so zentralen Produktionen wie John Hustons Walfang-Drama Moby Dick, Peter Ustinovs Parabel von ‘Gut’ und ‘Böse’ Die Verdammten der Meere, Stanley Kubricks Antiatomkriegs-Farce Dr. Seltsam oder: Wie ich lernte, die Bombe zu lieben sowie an einigen Abenteuern rund um die britischen Agenten James Bond (Goldfinger, Feuerball) und Harry Palmer (Ipcress – streng geheim, Finale in Berlin).
1968 stieg Murton bei dem packenden, mittelalterlichen Historiendrama Der Löwe im Winter zum Production Designer auf. Seitdem wurde Peter Murton zu einer Reihe von teuren (wenngleich nicht immer hochklassigen) Unterhaltungsfilmen in England wie den USA herangezogen. Während er mit Superman II und III sowie Stargate in die ausstattungsfreudigen Welten des Fantasy- und Science-Fiction-Kinos eintauchen durfte, evozierte Murton mit seinen Entwürfen zu dem aufwändigen Historienstoff Genghis Khan und der Neuverfilmung eines Klassikers der viktorianischen Literatur, Dracula, längst vergangene Epochen. Bei Sheena – Königin des Dschungels, Freitag und Robinson und King Kong lebt wiederum brachte er architektonische Gestaltung in die Abgelegenheit von Dschungel und Wildnis, während er bei den Zeitdramen Der Adler ist gelandet und Ike: The War Years, einer für das amerikanische Fernsehen 1978 produzierten Miniserie, europäisches Kriegsschauplatzflair der frühen 1940er Jahre zu kreieren hatte.
1997 zog sich Peter Murton aus dem Filmgeschäft zurück. In die Öffentlichkeit trat er nur noch im Rahmen von Galaveranstaltungen im Zusammenhang mit James Bond auf: so etwa 2005 anlässlich des 40. Jahrestages der Aufführung von Feuerball, im Juli 2007 bei einem ‘Behind The Scenes Of Bond‘-Event, wo er auf die früheren Bond-Architektenkollegen Peter Lamont und Sir Ken Adam traf, sowie im April 2008, wo sich die Überlebenden der Goldfinger-Produktion trafen.
Murton starb kurz vor Weihnachten 2009.

## Filmografie
als Architekt und Chefdesigner
- 1959: Tarzans größtes Abenteuer (Tarzan’s Greatest Adventure, Assistent von Michael Stringer)
- 1960: Mr. Topaze
- 1961: Die Verdammten der Meere (Billy Budd)
- 1962: Begierde an schattigen Tagen (In the Cool of the Day)
- 1963: Dr. Seltsam oder: Wie ich lernte, die Bombe zu lieben (Dr. Strangelove or: How I Learned to Stop Worrying and Love the Bomb)
- 1963: Die Strohpuppe (Woman of Straw)
- 1964: James Bond 007 – Goldfinger (Goldfinger)
- 1964: Ipcress – streng geheim (The Ipcress File)
- 1965: James Bond 007 – Feuerball (Thunderball)
- 1966: Finale in Berlin (Funeral in Berlin)
- 1967: Half a Sixpence (Half a Sixpence)
- 1968: Der Löwe im Winter (The Lion in Winter)
- 1968: Zwei durch drei geht nicht (Three Into Two Won’t Go)
- 1971: The Ruling Class
- 1971: The Possession of Joel Delaney
- 1972: Die Nacht hat 1000 Augen (Night Watch)
- 1973: Die schwarze Windmühle (The Black Windmill)
- 1974: James Bond 007 – Der Mann mit dem goldenen Colt (The Man with the Golden Gun)
- 1975: Freitag und Robinson (Man Friday)
- 1976: Der Adler ist gelandet (The Eagle Has Landed)
- 1978: Tod auf dem Nil (Death on the Nile)
- 1979: Dracula
- 1979: Superman II – Allein gegen alle (Superman II)
- 1982: Superman III – Der stählerne Blitz (Superman III)
- 1983: Sheena – Königin des Dschungels (Sheena)
- 1984: Ein Umzug kommt selten allein (The Chain)
- 1985: Spione wie wir (Spies Like Us)
- 1986: King Kong lebt (King Kong lives)
- 1988: Blinde Wut (Blind Fury)
- 1988: Die Malteser des Falken (Just Ask For Diamond)
- 1989: Skinner (Popcorn)
- 1991/92: Genghis Khan (UA: 2000)
- 1993: Stargate
- 1996: Die Harfenspielerin (The Harpist)